# Ельвіра — володарка темряви
«Ельвіра — володарка темряви» (англ. Elvira, Mistress Of The Dark) — американська кінокомедія.

## Сюжет
Жінка-вамп Ельвіра мріє влаштувати незабутнє шоу в Лас-Вегасі, але для цього їй не вистачає близько 50 тисяч доларів. Дізнавшись, що її багата тітонька Морґана померла, Ельвіра їде в містечко Феллвелл (штат Массачусетс) на оголошення заповіту. А спадок її складається зі старезного будинку, маленького пуделя й кухарської книги, за котрою полює дядько Ельвіри. Це чарівна книга, і без неї злий чаклун не може захопити владу над світом. Ельвірі належить розставити всі крапки над «i», а заразом і струсонути це сонне містечко, яке загрузло в лицемірстві та святенництві…

## У ролях
- Кассандра Петерсон — Ельвіра / тітонька Морґана Телбот
- Морґан Шеппард — Вінсент Телбот
- Деніел Ґрін — Боб Реддінґ
- Сюзан Келлерманн — Паті
- Джефф Конавей — Тревіс
- Еді Макклерґ — Честіті Перая
- Тресс Макнілл — телеведуча / озвучення тітоньки Морґани Телбот

## Номінації
Fantasporto
- 1990 — Найкращий фільм[3]

Saturn Awards
- 1990 — Найкраща актриса: Кассандра Петерсон[4]

Золота малина
- 1988 — Найгірша актриса: Кассандра Петерсон[5]

Stinkers Bad Movie Awards
- 1988 — Worst Picture[6]

## Плагіат
У 1980 році Майла Нурмі судилася з головною героїнею Кассандрою Петерсон (Ельвіра), звинувативши актрису у плагіаті її образу «Вампіри», в якому вона знялася для фільму Едварда Вуда, удостоєного звання «найгіршого режисера всіх часів» через два роки після його смерті. Саме завдяки цьому фільму Кассандра дізналася про образ і вирішила взяти його без дозволу на право використання. Суд виявився безуспішним для Майли, оскільки впродовж 21 року права на образ уже втратили свою актуальність.

## Саундтрек
Музику написав Джеймс Б. Кемпбелл (James B. Campbell), пісню I Put A Spell On You виконала Джоанна Санкт-Клер (Joanna St. Claire).